# Galeria Labirynt

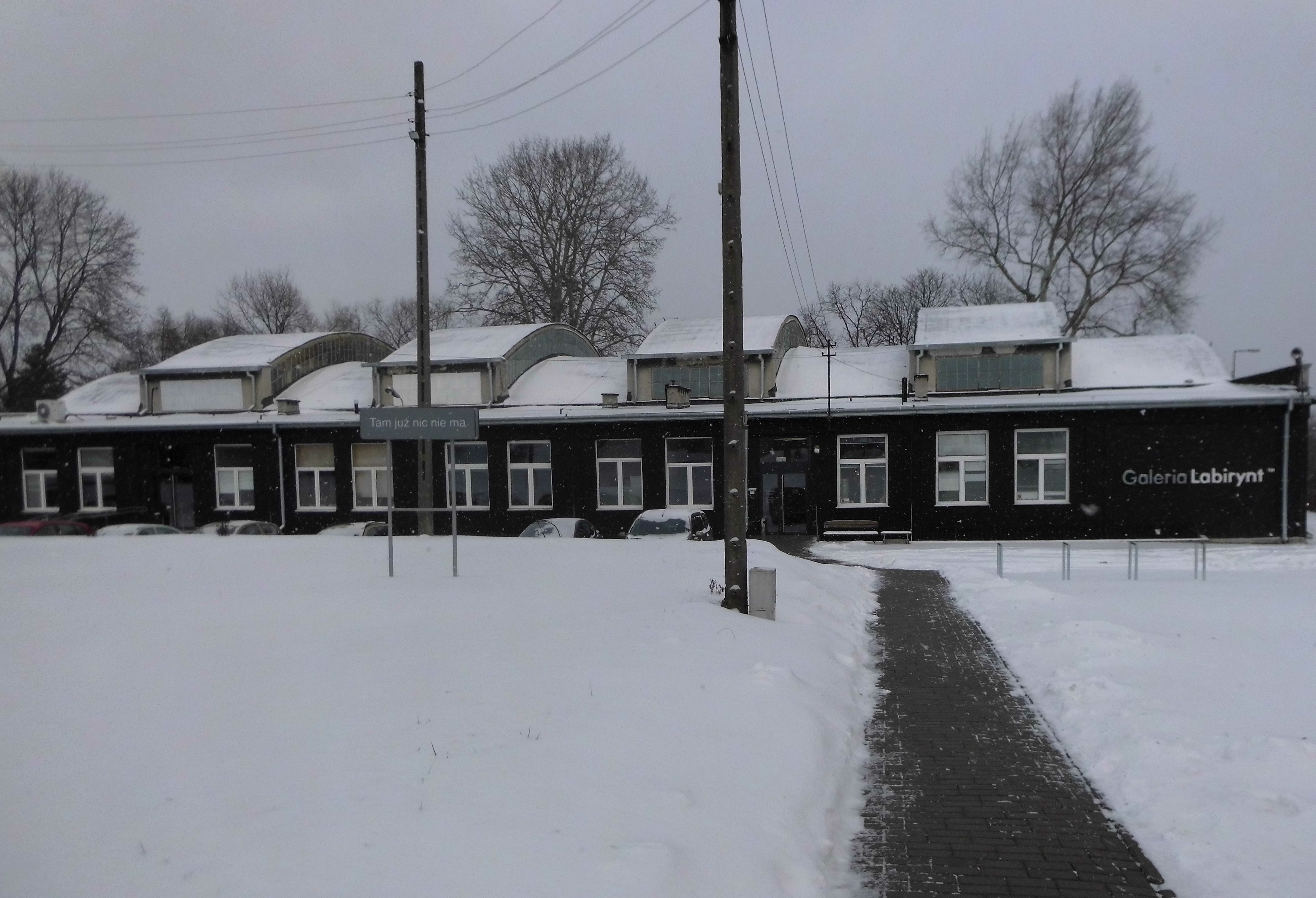
Galeria Labirynt zimą.

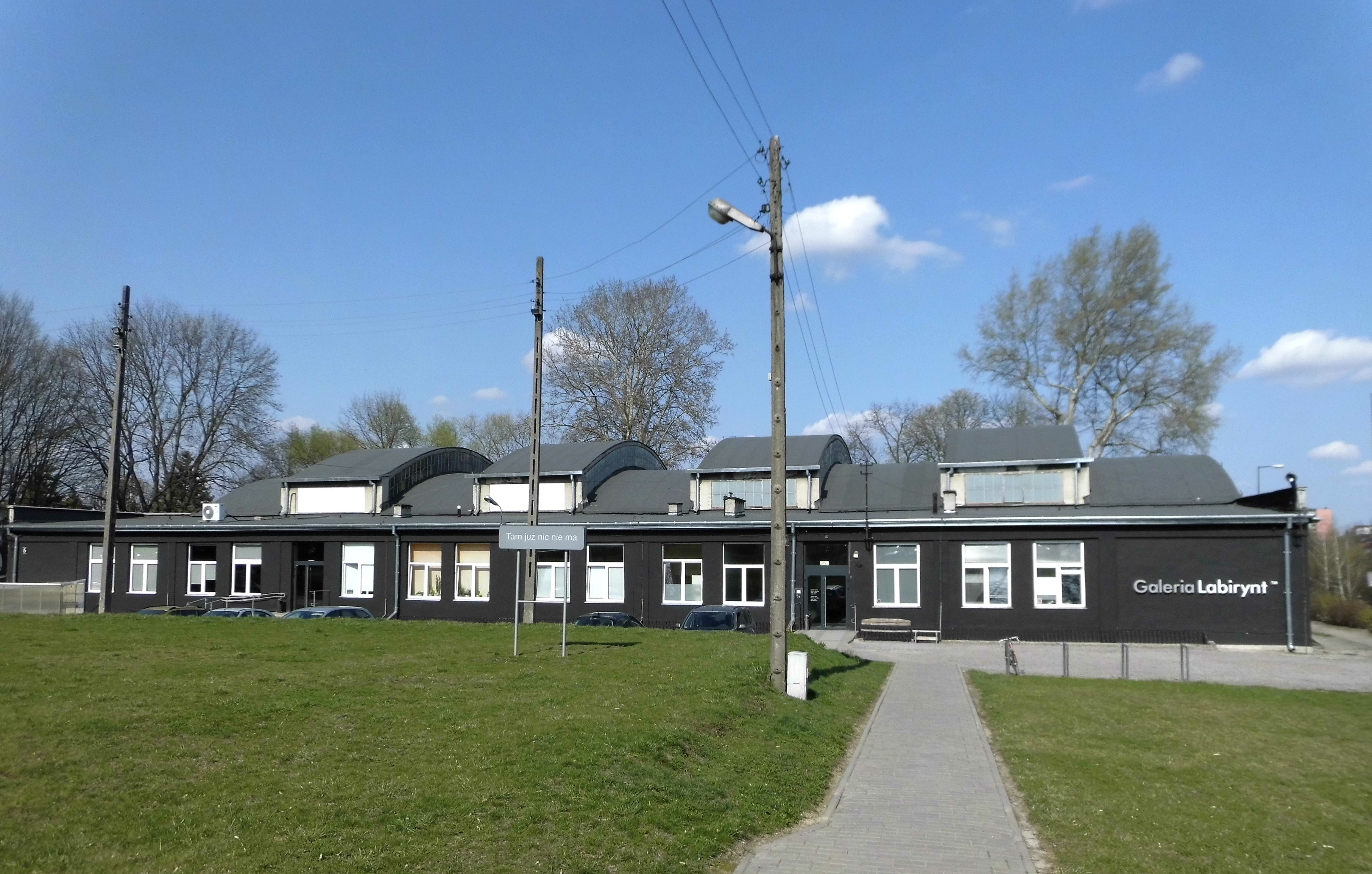
Galeria Labirynt wiosną.

Galeria Labirynt – galeria sztuki współczesnej z siedzibą przy ul. ks. J. Popiełuszki 5 w Lublinie. Prezentuje sztukę różnych dyscyplin, m.in. instalacje, sztukę wideo, performance, multimedia, fotografie, film, sztukę obiektu, malarstwo, rysunek.

## Historia Galerii
Zalążkiem Galerii było powstałe w 1956 roku Biuro Wystaw Artystycznych, z siedzibą w Lublinie przy ul. Narutowicza 4. W ponad półwiecznej historii instytucji, okresem, który najmocniej zaważył na jej obliczu były lata 80. XX wieku. W 1981 roku stanowisko dyrektora objął Andrzej Mroczek. Kontynuował on w BWA swój autorski program, który realizował w (pierwszej) Galerii Labirynt, prowadzonej przez siebie od 1974 roku. Labirynt promował sztukę aktualną, kładł nacisk na eksperyment formalny.
BWA stało się znanym w Polsce i na świecie miejscem spotkań artystów, a po wprowadzeniu stanu wojennego było jedną z nielicznych instytucji państwowych, które nie zostały objęte ich bojkotem. Świadczyło to o zaufaniu, jakim darzyły Andrzeja Mroczka niezależne środowiska artystyczne w Polsce.
W roku 2010 dyrektorem BWA został Waldemar Tatarczuk, który – podobnie jak wcześniej uczynił to Andrzej Mroczek – wprowadził do programu galerii założenia realizowane przez prowadzony przez niego w latach 1999 – 2010 Ośrodek Sztuki Performance. Tatarczuk zmienił nazwę galerii z BWA na Labirynt.

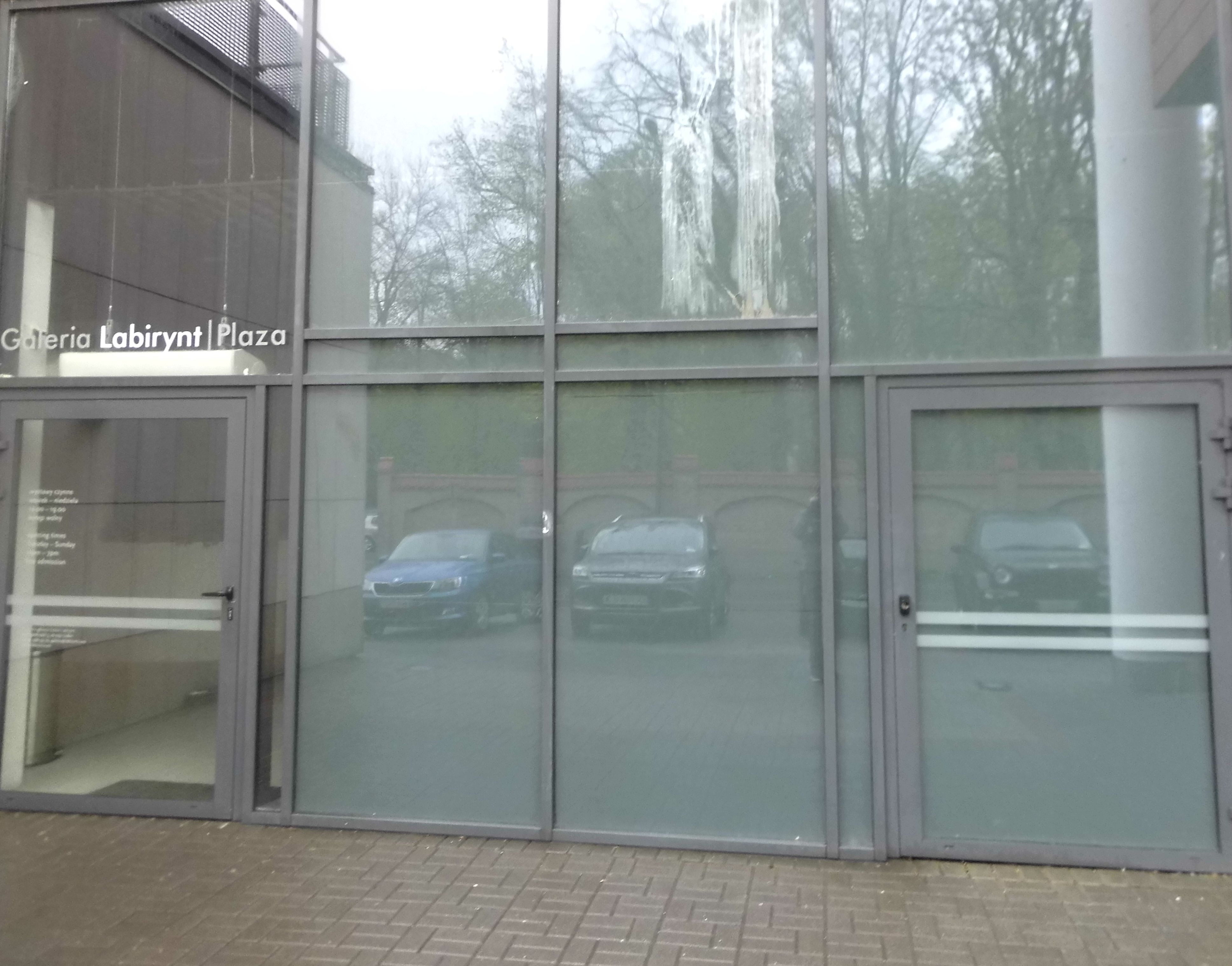
Filia Galerii Labirynt przy Centrum Handlowym Plaza na ulicy Lipowej.

(Obecna) Galeria Labirynt w dużej mierze kontynuuje profil ukształtowany przez Andrzeja Mroczka – prezentując klasykę sztuki współczesnej i twórczość artystów związanych z jego programem, podtrzymując badawcze spojrzenie na współczesność i szukając uniwersalnych wartości w sztuce. Galeria stara się być uważnym obserwatorem przemian zachodzących na polu sztuki oraz aktywnym i otwartym na nowe zjawiska uczestnikiem procesów artystycznych. W programie Galerii powraca sztuka performance, która staje się równie istotna jak program wystawienniczy. 

## Galeria Labirynt (LDK)
Galeria powstała w 1969 roku pod egidą Lubelskiego Domu Kultury. W 1974 roku kierownictwo w galerii objął Andrzej Mroczek i sprawował je do roku 1981, kiedy to został dyrektorem lubelskiego Biura Wystaw Artystycznych (BWA). Wtedy to Galeria Labirynt została zamknięta a BWA zaczęło kontynuować jej program artystyczny.

## Galeria Labirynt 2
Ze względu na wprowadzenie Stanu Wojennego Galeria Labirynt na rok wstrzymała swoją działalność. Po wznowieniu nazwę galerii zmieniono na Galerię Labirynt 2. Pod tą nazwą funkcjonowała do 2010 roku.

## Galeria Grodzka
Galeria została założona w 1987 roku. Nazwa pochodziła od nazwy ulicy, przy której mieściła się galeria. Wchodziła w skład kompleksu galerii lubelskiego BWA. Pod tą nazwą funkcjonowała do 2010 roku.

## Galeria Stara
Galeria została założona w 1990 roku. Włączając się do grona trzech galerii lubelskiego BWA. Kontynuowała linię koncepcji realizowaną przez historyczną Galerię Labirynt i jej kontynuację Galerię Labirynt 2. Funkcjonowała do 2004 roku.

## Artyści
W Galerii prezentowali się m.in.:
Cezary Bodzianowski, Janusz Bałdyga, Mirosław Bałka, Basia Bańda, Jerzy Bereś, Karolina Breguła, Hubert Czerepok, Maurycy Gomulicki, Władysław Hasior, Gruppa, Zuzanna Janin, Marek Kijewski, Koło Klipsa, Marek Konieczny, Zofia Kulik, Przemysław Kwiek, Elżbieta Jabłońska, Zbigniew Libera, Natalia LL, Angelika Markul, Maria Pinińska-Bereś, Zygmunt Piotrowski, Joanna Rajkowska, Józef Robakowski, Monika Sosnowska, Jan Świdziński, Iza Tarasewicz, Zbigniew Warpechowski, Zbigniew Zugaj, Krzysztof Zarębski oraz artyści spoza Polski: VALIE EXPORT, Stuart Brisley, Michael Snow, Dick Higgins, Joseph Beuys, Christo and Jeanne-Claude.